# Bösewig
Bösewig ist ein Ortsteil der Stadt Bad Schmiedeberg im Landkreis Wittenberg in Sachsen-Anhalt.

## Geschichte
1378 wurde der Ort Bösewig erstmals urkundlich erwähnt. Vom 1. Juli 1950 bis zum 30. Juni 2009 gehörte Bösewig als Ortsteil zur Gemeinde Trebitz, die dann eine Ortschaft, zu der Bösewig gehört, der Stadt Bad Schmiedeberg wurde.
Die in Bösewig befindlichen Kulturdenkmale sind in der Liste der Kulturdenkmale in Bad Schmiedeberg aufgeführt.

## Geografie
Der Ort liegt etwa sechzehn Kilometer südöstlich der Lutherstadt Wittenberg und etwa acht Kilometer von Pretzsch (Elbe) am Nordrand der Dübener Heide am linken Elbufer. Östlich von Bösewig befindet sich das Naturschutzgebiet Alte Elbe.

## Wirtschaft und Infrastruktur

### Verkehr
Zur Bundesstraße 182, die Wittenberg und Torgau verbindet, sind es etwa zwei Kilometer.